# Herman Prigann

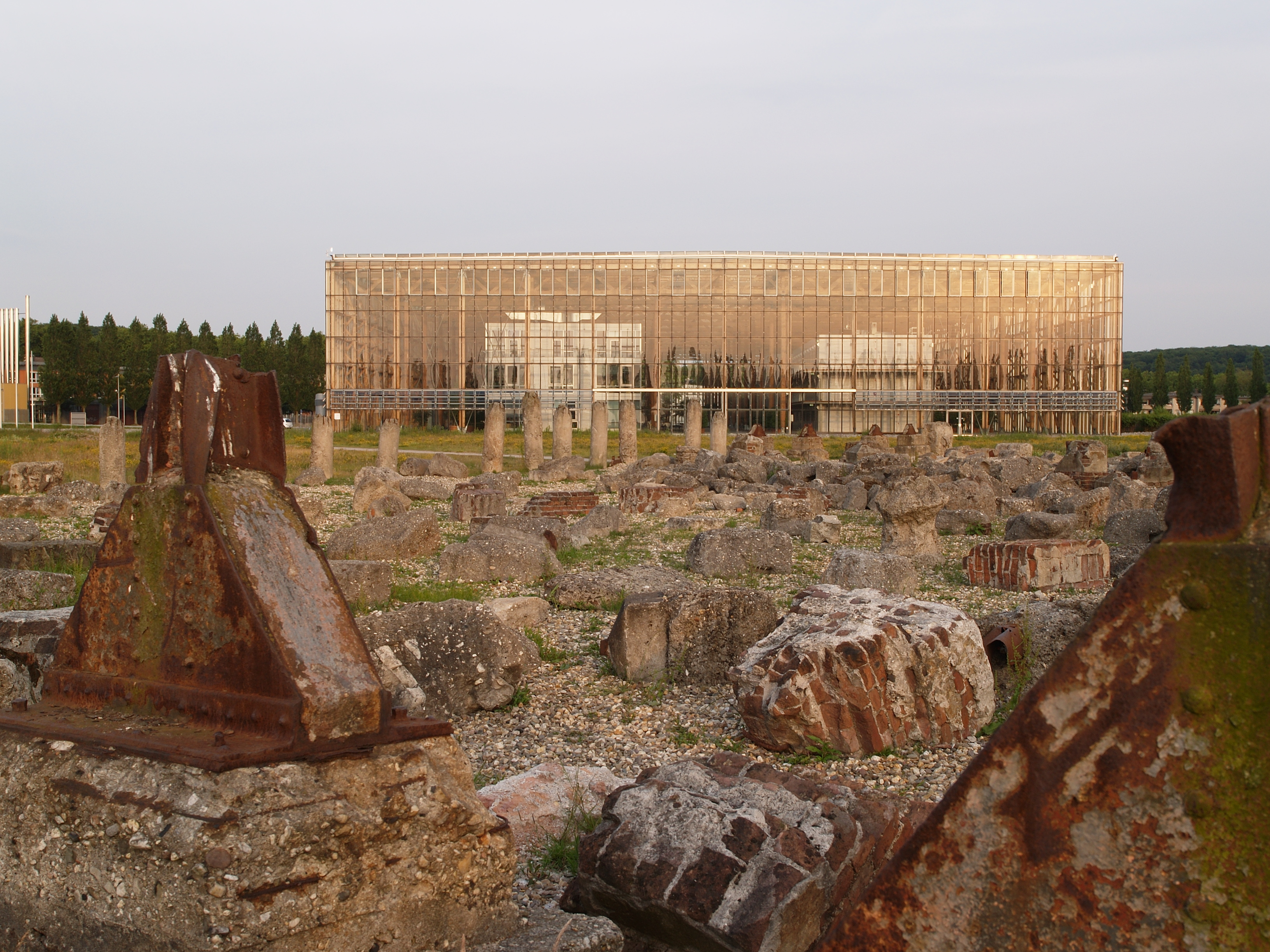
Grand champ de pierre, Académie du Mont Cenis à Herne.

Herman Prigann (né le 19 juillet 1942 à Recklinghausen, mort le 9 décembre 2008 à Portals Nous, île de Majorque) est un sculpteur allemand du Land art.

## Biographie
Il étudie de 1963 à 1968 la peinture et l'urbanisme à la Hochschule für bildende Künste Hamburg. Aussitôt diplômé, il crée ses projets de performance et de spectacle vivant.
Après avoir participé aux mouvements de 1968, Prigann vient s'installer à Majorque.
Après 1990, il compose des installations dans l'ancienne mine de lignite à Altdöbern. De 1994 à 1998, il travaille avec Rolf Kuhn, l'ancien directeur de la fondation Bauhaus Dessau.

## Œuvre
Prigann traite dans son travail les questions de l'organisation de l'environnement, l'exploration spatiale et la conversion de bâtiments anciens (principalement des sites industrielles), d'un point de vue écologique. Il s'appuie sur des références locales, surtout historiques.
L'artiste utilise des matériaux naturels tels que des troncs d'arbres, des pierres et le sable. L'important pour lui est la référence du matériau avec le site, notamment son histoire. Ainsi pour un projet dans la région de la Ruhr, il se sert des déchets de l'ère industrielle comme de vieux morceaux de mur, des blocs de béton et en acier.
Outre ses grands projets parfois techniquement complexes, Prigann travaille spontanément dans la nature en trouvant les feuilles, les brindilles, les fleurs...